# Pierre Pithou
Pierre Pithou (Petrus Pithoeus, ur. 1 listopada 1539 w Troyes, zm. 1 listopada 1596 w Nogent-sur-Seine) – francuski prawnik i myśliciel, wydawca, propagator gallikanizmu, stronnik króla Henryka IV. Pochodził z rodziny prawniczej. Prawem zajmowali się jego trzej bracia: Jean Pithou, Nicolas Pithou i François Pithou.
Był kalwinistą. W 1560 rozpoczął pracę w Paryżu jako adwokat. W 1567, po wybuchu walk religijnych, przeniósł się do Sedanu i Bazylei. Wrócił po ogłoszeniu edyktu pokojowego. Towarzyszył następnie księciu François de Montmorency w misji do Anglii. W 1572 przyjechał z powrotem we Francji na krótko przez nocą św. Bartłomieja, z której ledwo uszedł z życiem. W późniejszym czasie, za przykładem króla Henryka IV, wyrzekł się protestanckiej wiary.
Henryk IV po wstąpieniu na tron przyjął go na służbę. Pithou zajmował się różnymi kwestiami prawnymi, zlecanymi przez króla. Współdziałał przy wydaniu głośnej broszury "Satire Menipee", skierowanej przeciwko lidze katolickiej.
Opublikował sporo prawniczych i historycznych prac. Wydawał pisma autorów starożytnych, źródła prawa rzymskiego i średniowiecznego. W 1579 wydrukował Leges Visigothorum - zbiór prawa wizygockiego z początku VI wieku, tzw. "Brewiarz Alaryka". Spis ten zawierał normy prawa rzymskiego i odegrał ważną rolę w kształtowaniu się systemu prawnego południowej Francji. W 1588 wydał kapitularze Karolingów: Karola Wielkiego, Ludwika Pobożnego i Karola Łysego. Pomagał swojemu bratu François przy pracach nad prawem kanonicznym, które potem znalazło się w "Corpus Iuris Canonici". W "Libertes de l`eglise gallicane" propagował koncepcję wolności kościoła francuskiego od papiestwa, przyczyniając się do rozwoju gallikanizmu.
Zajmował się pismami Fedrusa i Juwenalisa. Zgromadził pokaźną bibliotekę, którą została przekazana Bibliotece Narodowej w Paryżu.

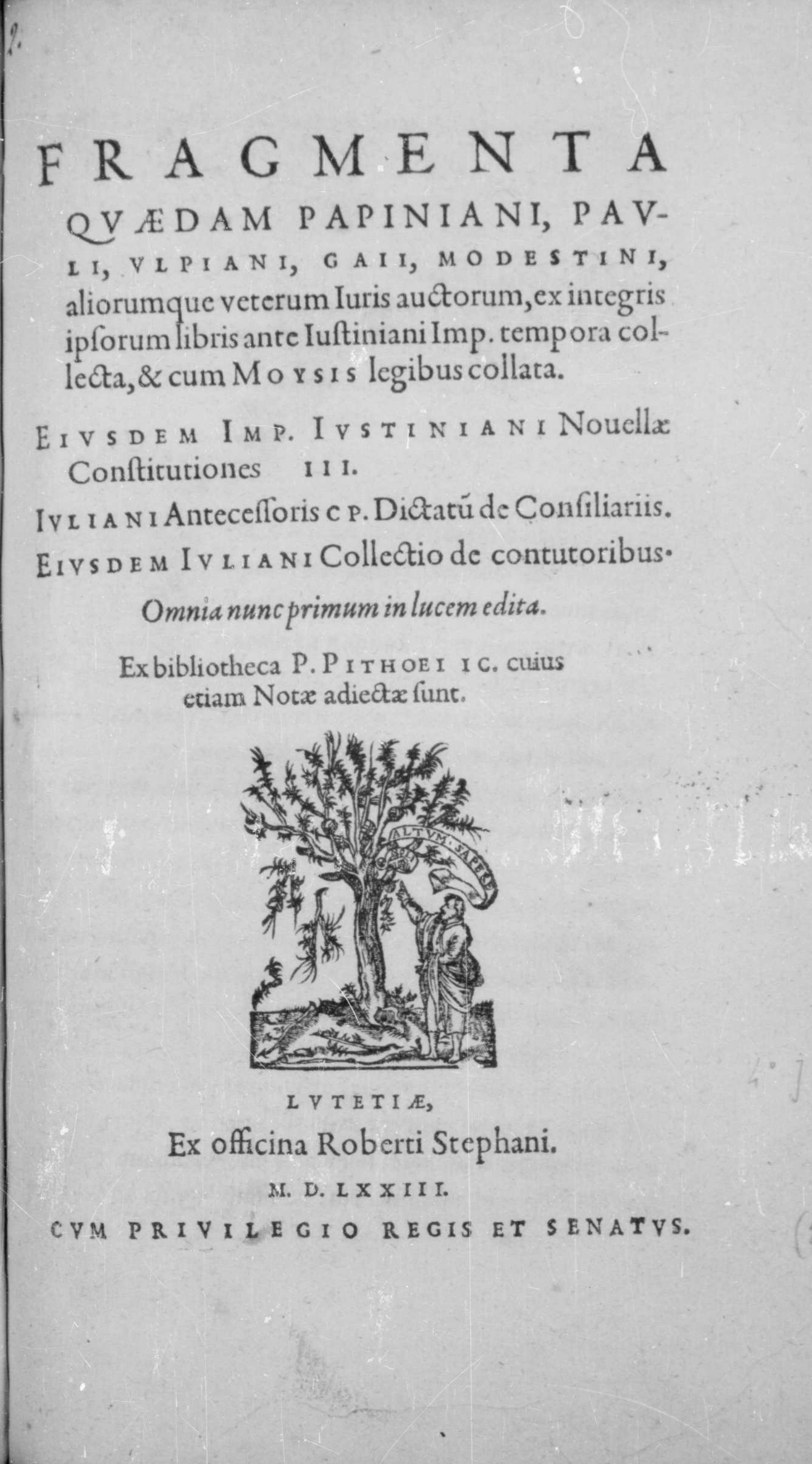
Fragmenta quaedam Papiniani, Pauli, Ulpiani, Gaii, Modestini, aliorumque veterum iuris auctorum, 1573
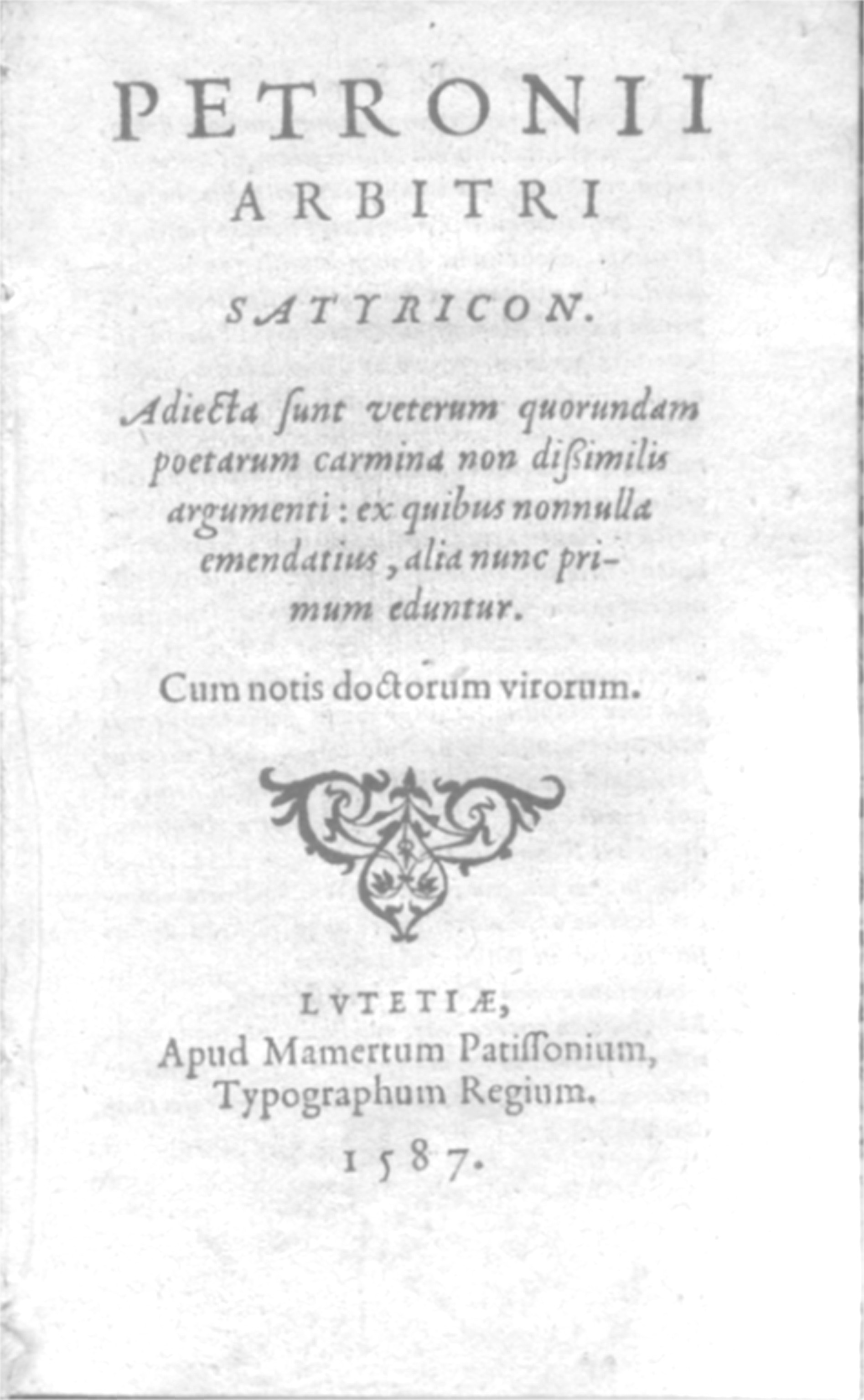
Satyricon (1587).